# Robert Špehar
Robert Špehar (ur. 13 maja 1970 w Osijeku) – chorwacki piłkarz grający na pozycji napastnika.

## Kariera klubowa
Špehar pochodzi z Osijeku i tam też zaczynał swoją piłkarską karierę. Do zespołu NK Osijek trafił w 1988 roku a w pierwszej drużynie zadebiutował w sezonie 1990/1991 ligi jugosłowiańskiej. Po utworzeniu pierwszej ligi chorwackiej w 1991 roku Špehar nadal był graczem pierwszego zespołu NK, w którym był dżokerem i wchodząc często w drugich połowach meczów zdobywał bramki. W sezonie 1992/1993 młody Špehar zrobił wrażenie nawet na sztabie szkoleniowym Dinama Zagrzeb, które zapragnęło go mieć u siebie i zimą 1992 roku Robert podpisał kontrakt ze stołecznym klubem. Już wiosną ze Špeharem w składzie Dinamo zostało mistrzem Chorwacji. Następny sezon to już popis Roberta, który zdobył 18 bramek i był najlepszym strzelcem zespołu – w lidze więcej bramek od niego zdobył tylko Goran Vlaović z Hajduka Split. Na nieszczęście te bramki dały Dinamu tylko wicemistrzostwo kraju. Na sezon 1994/1995 ku zdziwieniu fanów w całej Chorwacji, Špehar powrócił do macierzystego Osijeku i w barwach tego klubu wywalczył pierwszą w karierze koronę króla strzelców ligi (zdobył wówczas 23 bramki).
Špehar robił furorę na Bałkanach, toteż kwestią czasu było, kiedy przejdzie do silniejszego klubu z zachodniej Europy. Latem 1995 skorzystał z oferty belgijskiego Club Brugge, który miał nadzieję przerwać hegemonię Anderlechtu. Już w pierwszym sezonie gry w Eerste Klasse Špehar pomógł Brugge zdobyć upragnione mistrzostwo. W kolejnym sezonie (1996/1997) mistrzem kraju został Lierse SK, Brugge Špehara zostało wicemistrzem, ale wyczyn Roberta zasługuje na wielkie uznanie – zdobył 26 bramek w 27 rozegranych przez niego meczach i po Josipie Weberze i Mario Staniciu stał się trzecim w historii chorwackim królem strzelców ligi belgijskiej. Kiedy wydawało się, że Špehar zostanie w Belgii na kolejny sezon, nieoczekiwanie zgłosiło się po niego francuskie AS Monaco i Robert niebawem stał się graczem tego klubu.
W Monaco jednak Špehar już tak nie błyszczał jak w poprzednich latach. Miał problemy z aklimatyzacją, kontuzjami i ciężko było mu wywalczyć miejsce w składzie. Dość powiedzieć, że w ataku musiał konkurować z takimi zawodnikami jak Thierry Henry, David Trezeguet czy Victor Ikpeba. Przez 2 lata gry w ASM zagrał tam tylko w 27 meczach i zdobył 6 bramek. Latem 1999 roku skorzystał z oferty Hellas Werona, ale pobyt we Włoszech był jeszcze większym niewypałem i po pół roku Špehar spakował walizki i wyjechał do Lizbony, gdzie podpisał kontrakt z tamtejszym Sportingiem. Jednak kolejne lata w karierze Špehara nadal nie należały do udanych – ze Sportingu zajął co prawda 3. miejsce w lidze (2000/2001), ale nie miał miejsca w składzie. Kolejny przystanek to Galatasaray SK, w którym Robert przez pół sezonu rozegrał tylko 1 ligowy mecz, za to może czuć się mistrzem Turcji. Od zimy 2001 był graczem Standardu Liège, ale powrót do Belgii także mu nie wyszedł i Špehar rzadko wybiegał na boisko. W 2003 roku po wojażach po Europie zdecydował się powrócić do ojczyzny i po raz trzeci w swojej karierze przywdział barwy NK Osijek. 18 bramek w 27 meczach dało mu trzecią w karierze koronę ligowego króla strzelców i tym samym Špehar potwierdził, że w Osijeku czuje się najlepiej. Sezon 2004/2005 to już piłkarska emerytura na Cyprze i po grze w tamtejszej Omonii Nikozja Špehar zdecydował się zakończyć piłkarską karierę.
| Sezon   | Klub           | Kraj       | Rozgrywki                   | Mecze | Bramki |
| ------- | -------------- | ---------- | --------------------------- | ----- | ------ |
| 1990/91 | NK Osijek      | Jugosławia | 1. liga Jugosławii          | 14    | 1      |
| 1991/92 | NK Osijek      | Chorwacja  | Prva HNL                    | 19    | 9      |
| 1992/93 | NK Osijek      | Chorwacja  | Prva HNL                    | 10    | 4      |
| 1992/93 | Dinamo Zagrzeb | Chorwacja  | Prva HNL                    | 14    | 9      |
| 1993/94 | Dinamo Zagrzeb | Chorwacja  | Prva HNL                    | 32    | 18     |
| 1994/95 | NK Osijek      | Chorwacja  | Prva HNL                    | 26    | 23     |
| 1995/96 | Club Brugge    | Belgia     | Eerste Klasse               | 22    | 11     |
| 1996/97 | Club Brugge    | Belgia     | Eerste Klasse               | 27    | 26     |
| 1997/98 | AS Monaco      | Francja    | Ligue 1                     | 13    | 3      |
| 1998/99 | AS Monaco      | Francja    | Ligue 1                     | 14    | 3      |
| 1999/00 | Hellas Werona  | Włochy     | Serie A                     | 3     | 0      |
| 2000/01 | Sporting CP    | Portugalia | SuperLiga                   | 9     | 5      |
| 2001/02 | Sporting CP    | Portugalia | SuperLiga                   | 2     | 0      |
| 2001/02 | Galatasaray SK | Turcja     | Turecka Superliga Piłkarska | 1     | 0      |
| 2001/02 | Standard Liège | Belgia     | Eerste Klasse               | 10    | 3      |
| 2002/03 | Standard Liège | Belgia     | Eerste Klasse               | 10    | 0      |
| 2003/04 | NK Osijek      | Chorwacja  | Prva HNL                    | 27    | 18     |
| 2004/05 | Omonia Nikozja | Cypr       | Division A                  | 7     | 3      |

## Kariera reprezentacyjna
W reprezentacji Chorwacji Špehar zadebiutował 5 lipca 1992 roku w Melbourne w przegranym 0:1 meczu z Australią. W kadrze narodowej Špehar nigdy nie grał w poważniejszych meczach, zaliczył jedynie 8 meczów towarzyskich i nie zdobył w nich żadnego gola. Ostatni raz koszulkę reprezentacji Chorwacji przywdział 11 grudnia 1996 roku w Casablance podczas turnieju o puchar króla Hassana II w zremisowanym 1:1 meczu z Czechami.